# Elasmocercus
Elasmocercus is een geslacht van rechtvleugeligen uit de familie sabelsprinkhanen (Tettigoniidae). De wetenschappelijke naam van dit geslacht is voor het eerst geldig gepubliceerd in 1943 door Lucien Chopard.

## Soorten
Het geslacht Elasmocercus omvat de volgende soorten:
- Elasmocercus bolivari Chopard, 1943
- Elasmocercus minusculus Bolívar, 1908